# Orde van de Roos (Brazilië)

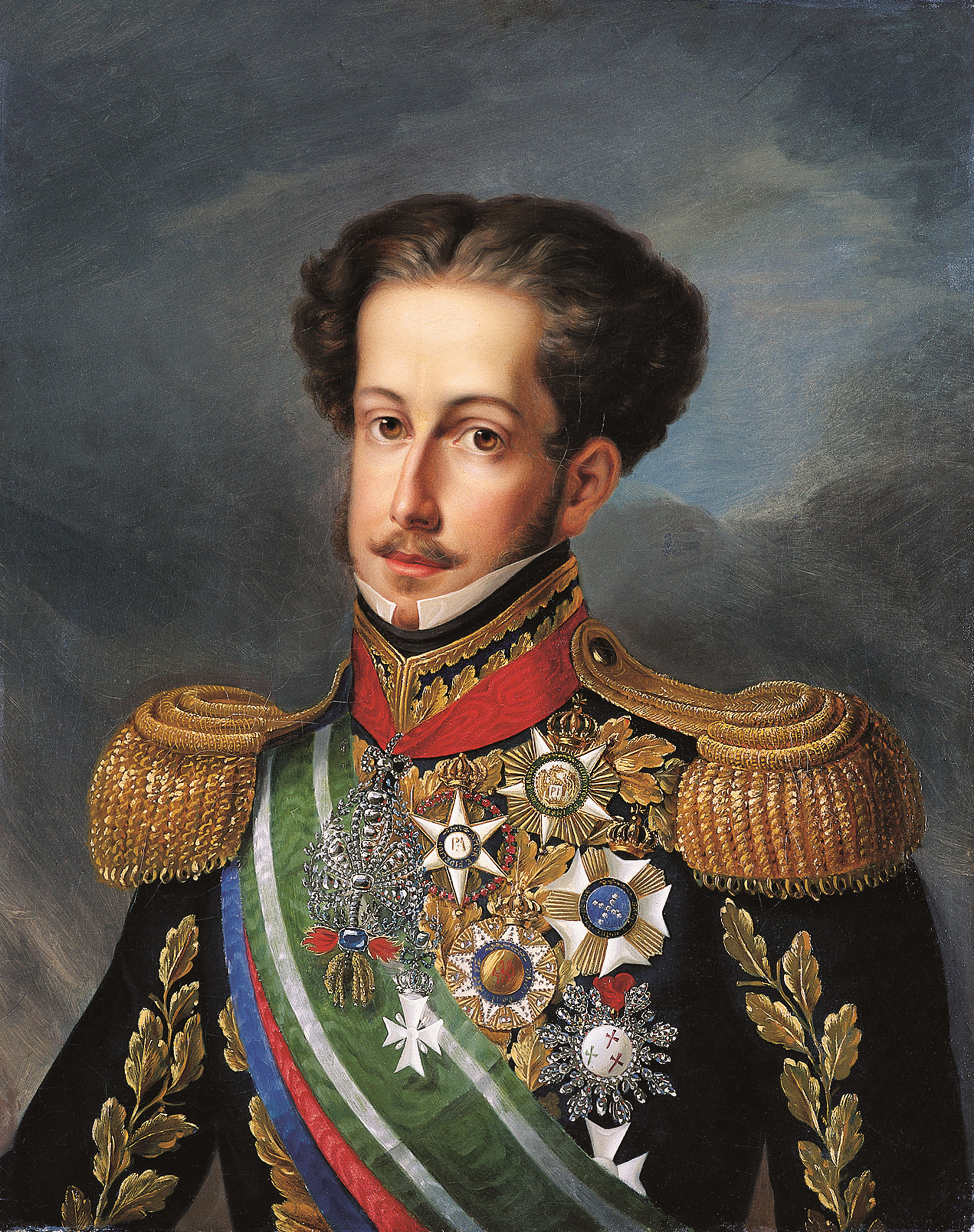
Dom Pedro I (Peter I van Brazilië) als keizer van Brazilië. De Keizer draagt de sterren van de Braziliaanse Orden van Orde van Pedro I, De Orde van de Roos, de Orde van het Zuiderkruis en de ster van de gecombineerde Portugese Orden van Christus, Aviz en Santiago.

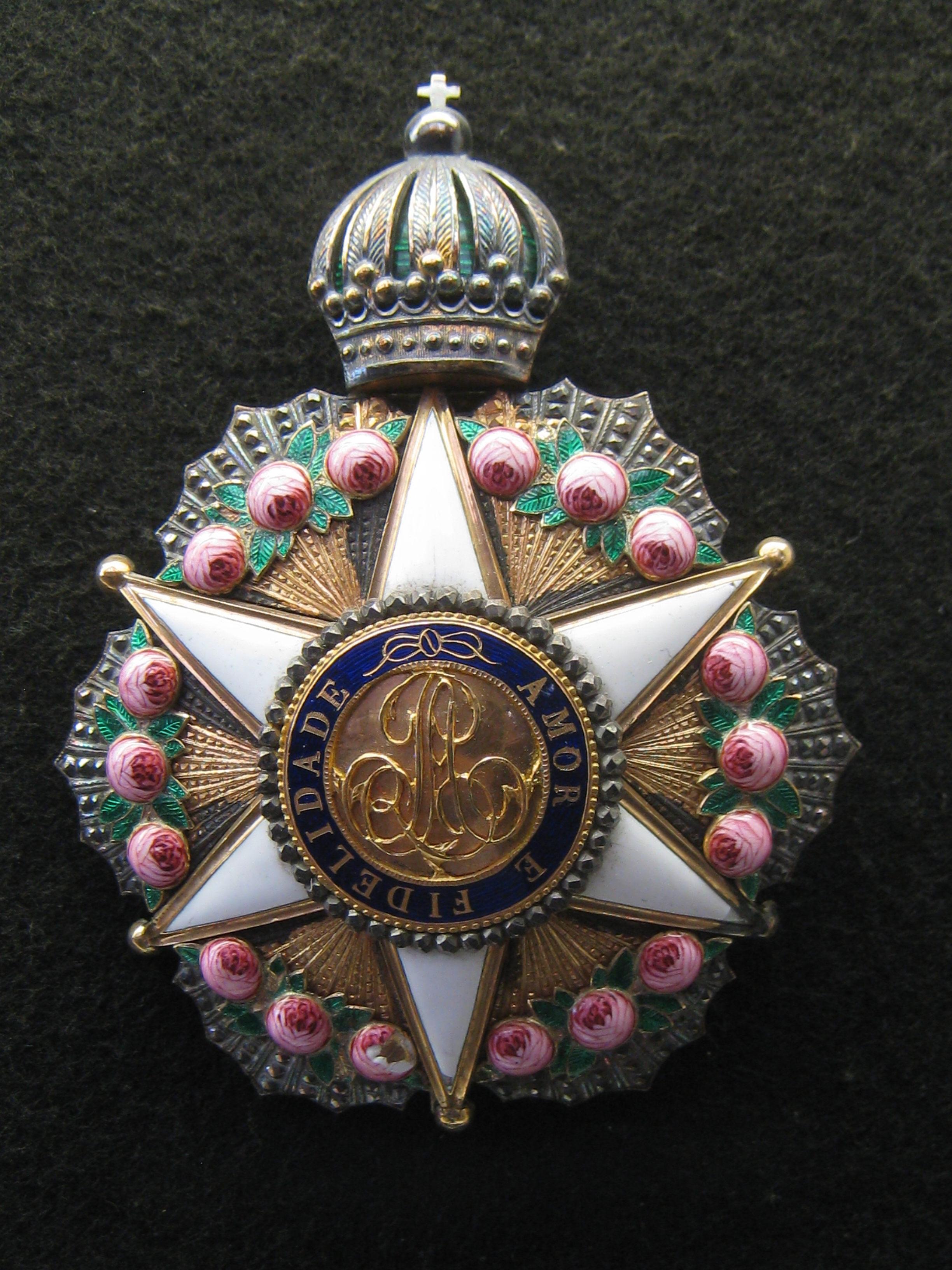
Ster van de Keizerlijke Orde van de Roos

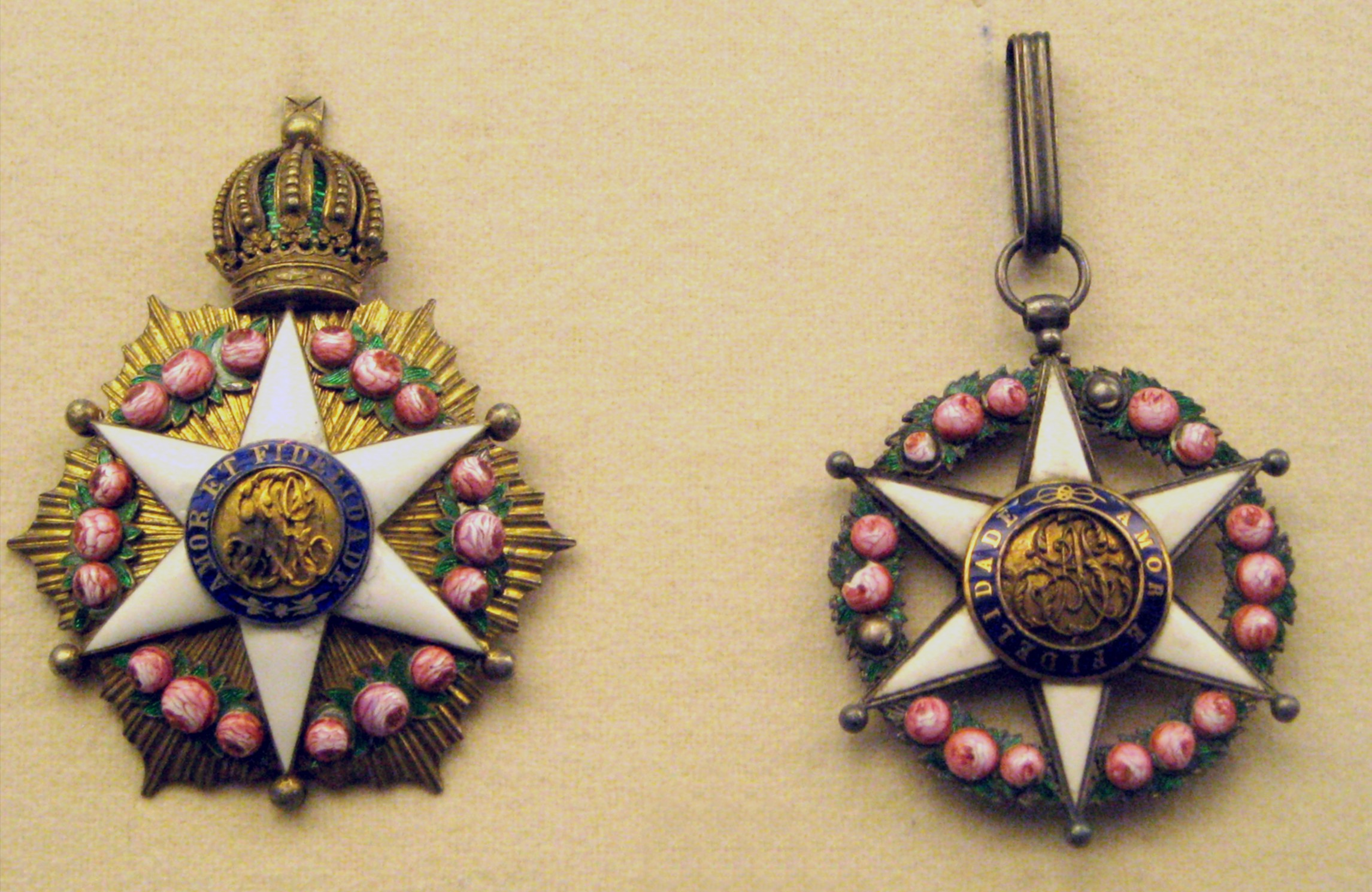
Ster en grootkruis in de Keizerlijke Orde van de Roos Brazilië

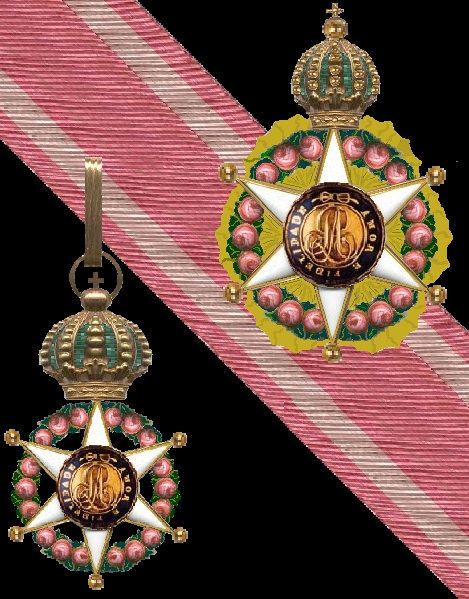
Ster en grootkruis in de Keizerlijke Orde van de Roos Brazilië

De Keizerlijke Orde van de Roos is een Braziliaanse Ridderorde die op 17 oktober 1829 door Keizer Pedro I van Brazilië werd ingesteld. De Orde bestaat ook nu nog en is een huisorde van het Huis Orléans-Braganza.
Aanleiding voor het stichten van de Orde was het tweede huwelijk van Keizer Pedro. Het eerste huwelijk, met Leopoldina van Oostenrijk was erg ongelukkig geweest en haar verontwaardigde verwanten in Wenen gebruikten hun invloed om en huwelijk met een katholieke Europese prinses te blokkeren. Nadat Pedro zijn in het Keizerlijk paleis wonende maîtresse had weggezonden kon een huwelijk met Amélie van Leuchtenberg, kleindochter van de Beierse koning Maximiliaan I van Beieren en stief-kleindochter van Napoleon I worden gearrangeerd. De dochter van Eugène de Beauharnais was vanwege de familierelatie met de Bonapartes geen bijzonder goed dynastiek huwelijk, maar een Braziliaanse keizer met een slechte reputatie, een wankele troon en lijdend aan de in de 19e eeuw stigmatiserende epilepsie kon geen al te hoge eisen stellen.
Pedro was verrukt van zijn echtgenote. Hij vergeleek haar schoonheid volgend sommige bronnen met die van een roos. Anderen schreven dat zij veel van rozen hield. Hoe het ook zij; twee dagen na de verloving werd de Orde van de Roos gesticht. Vier weken voor het paar in Rio de Janeiro werd verwacht werd een ster van de Orde van de Roos met diamanten besteld en deze was op tijd gereed om de Nieuwe Braziliaanse keizerin bij aankomst te verrassen.
Op 6 april 1831 werd Keizer Pedro I gedwongen afstand te doen ten gunste van zijn vijfjarige zoon uit zijn eerste huwelijk. De ex-keizer en zijn vrouw weken uit naar Spanje. De eerste jaren van de regering van Pedro II werd de Orde van de Roos weinig verleend maar na 1840 werd de Orde de meest populaire van de Braziliaanse onderscheidingen. Zelfs buitenlandse functionarissen die volgens het protocol recht hadden op een plaats in de hoger ingeschaalde Orde van het Zuiderkruis vroegen specifiek om in plaats daarvan de Orde van de Roos te mogen ontvangen.
De Orde kent zes graden.
- Grootkruis (Grã-cruz)
- Grootofficier (Dignitário)
- Commandeur (Comendador)
- Officier (Oficial)
- Ridder (Cavaleiro)

Tussen 1829 en 1831 verleende Pedro I de Orde van de Roos 189-maal. Zijn zoon en opvolger Pedro II verleende 14.284 onderscheidingen in deze Orde.
De versierselen van de Orde van de Roos
Het kleinood is een zespuntige wit geëmailleerde ster met gouden ballen op de punten. Op de ster is een gouden medaillon met daaromheen de woorden "AMOR E FIDELIDADE" (Portugees:"Liefde en trouw") gelegd. In de armen van de ster ligt een krans van roze rozen.
Op de keerzijde is de stichtingsdatum 2-8-1829 vermeld en staat: "PEDRO E AMÉLIA".
Boven het kleinood is een Braziliaanse keizerskroon aangebracht.
De Grootofficier en het Grootkruis droegen een ster. Op deze onregelmatige zespuntige ster was het kleinood van de Orde gelegd.
Het lint van de Orde was roze met twee witte strepen.

## Bron
http://www.medalnet.net/German_Orders.htm